# 2001 QW322
2001 QW322 est un objet transneptunien de la ceinture de Kuiper faisant partie des cubewanos. 
Découvert en 2001 par John J. Kavelaars, Jean-Marc Petit, Brett Gladman et Matthew J. Holman, 2001 QW322 est un planétoïde binaire dont les deux composants ont chacun une taille très proche. La particularité de ce système est la distance entre les deux objets 102 100 ± 700 km, pour une période orbitale de 6 280 ± 70 jours. Ces paramètres sont de loin supérieurs à tous ceux des systèmes astéroïdaux binaires ou complexes pour l'instant répertoriés.